# Після театру (оповідання)
«Після театру» (рос. После театра) — оповідання А. П. Чехова, вперше опубліковане у 1884 році..

## Історія
Вперше була опублікована у періодичному виданні «Петербурзька газета» (7 квітня 1892 року, № 94) під заголовком «Радість» і з підписом Антон Чехов.
Пізніше твір також увійшло до зібрання творів А. П. Чехова, опублікованих А. Ф. Марксом у 1899—1901 рр. Для цього видання розповідь був значно скорочено: зокрема, були виключені роздуми Наді про «ідеї художнього твору», сопоставительная характеристика Гірського і Груздєва. У результаті всіх правок сюжет значно більшою мірою сконцентрувався навколо переживань головної героїні.
Ще за життя письменника оповідання «Після театру» був переведений на польську, чеську, словацьку та сербськохорватська мови..
Хоча в «Петербурзької газеті» письменник не друкувався з 1888 року, під час перебування Чехова в Санкт-Петербурзі в грудні 1891 — січні 1892 р. видавець газети Худеков запропонував йому знову почати співпрацю. «Худеков призначив мені 40 копійок за сходинку і дав 200 рублів в рахунок майбутнього, хоча я не просив його про це», — так писав Чехов Єжову 2 січня 1892 р., через два дні після зустрічі з Худенковым. В рахунок авансу Чехів надіслав у квітні в «Петербурзьку газету» розповідь «Радість». Ніяких згадок про роботу над ним у листах Чехова цього часу немає. Можна припустити, що Чехов послав написаний раніше розповідь, який входив в незакінчений роман. Можливо, з цієї самої причини в його паперах відсутня рукопис під цифрою II, сюжетно пов'язана з родиною Зелениных.
Вважається, що розповідь «Після театру», ймовірно, міг спочатку входити до складу роману, над яким працював Чехів в кінці 1880-х років. Цей роман писався в досить незвичайній жанровій формі — у вигляді окремих закінчених оповідань, тісно пов'язаних між собою спільністю інтриги, ідеї і дійових осіб. У кожного розповіді особливу заголовок" (так Чехов писав Суворіну 11 березня 1889 року). Кілька таких оповідань-частин роману Чехов написав, деякі з них навіть потім переписав наново (про що він повідомив у листі Евреиновой від 10 березня 1889 року), припускаючи з'єднати їх загальною нумерацією (лист Лейкину від 22 травня 1889 року). Розповідь «Після театру» (друга назва ― «Радість») близький до цих творів своїми жанровими особливостями (у всіх трьох творах в центрі знаходиться лист, навколо якого і відбуваються інші події), а також проблематикою (питання змісту і доль мистецтва).

## Сюжет
Надя Зеленіна, дівчина шістнадцяти років, приходить додому після перегляду з мамою постановки «Євгена Онєгін» і хоче написати такий же лист, як Тетяна. В неї закохані офіцер Гірський і студент Груздєв, однак вона хоче думати, що її насправді ніхто не любить ― адже в такому випадку положення стає нещасним, і, відповідно, цікавим. Вона думає, кому з них краще написати і перебирає в пам'яті спогади, пов'язані з обома молодими людьми. Врешті-решт вона вибирає Груздєва, хоча видно, що ні до нього, ні до Гірського вона не відноситься серйозно.

## Екранізації
- 1991 — «Сюжет для двох оповідань»